# Impasse Piver
L'impasse Piver est une voie du 11e arrondissement de Paris, en France.

## Situation et accès
L'impasse Piver est une voie privée située dans le 11e arrondissement de Paris. Elle débute au 3, passage Piver et se termine en impasse.

## Origine du nom
Le nom de cette rue fait référence au nom d'un propriétaire des terrains sur lesquels la voie fut créée.

## Historique
Cette voie est indiquée sur le plan d'Andriveau-Goujon de 1860. 